# Tummas Símunarson
Tummas Símunarson war 1601 bis 1608 Løgmaður der Färöer.
1584 wurde er Pächter des Hofs í Soylum in Kaldbak, mit der beachtlichen Größe von 12 merkur (entspricht in Kaldbak 6,84 km²). Viel mehr ist über ihn nicht bekannt.